# バファタ州
バファタ州（バファタしゅう、ポルトガル語: Bafatá）は、ギニアビサウを構成する8つの州の1つである。州都はバファタ。

## 隣接州
- オイオ州
- キナラ州
- トンバリ州
- ガブ州
- コルダ州

## 下位行政区画
- バファタ区 - 中心都市：バファタ

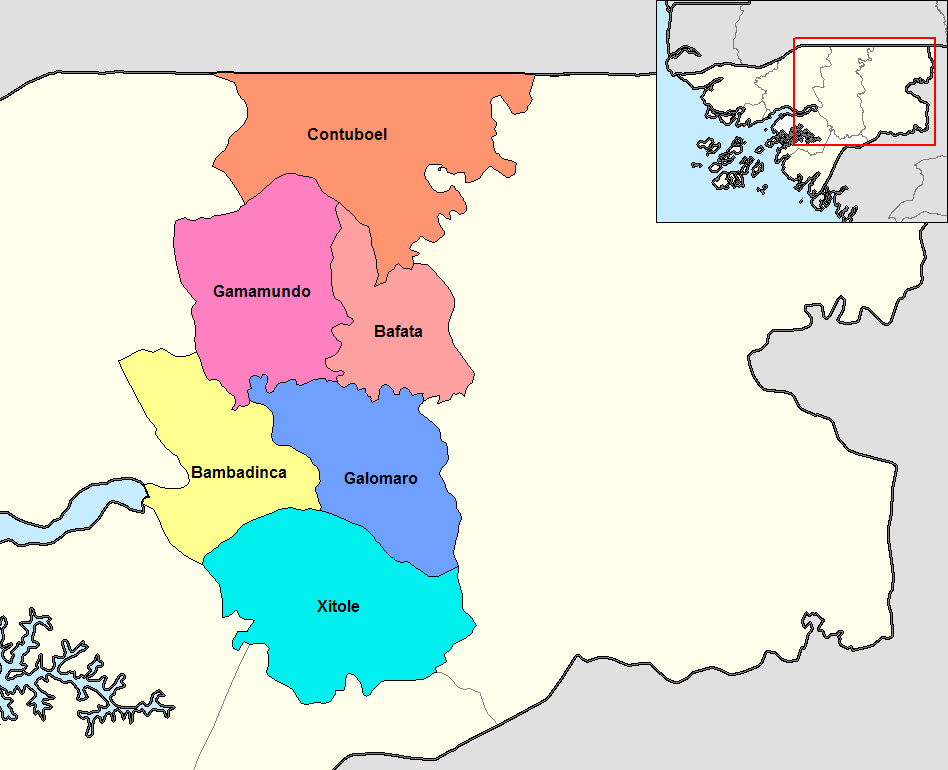
バファタ州のセクター

- バンバディンカ区 - 中心都市：バンバディンカ
- コントゥボエル区 - 中心都市：コントゥボエル
- ガロマーロ区 - 中心都市：ガロマーロ
- ガマムード区 - 中心都市：ガマムード
- シトーレ区 - 中心都市：シトーレ

## 出身人物
- アミルカル・カブラル - 農場技術者、作家、革命家
- エンリケ・ロザ - 政治家